# Edyta Bartosiewicz
Edyta Małgorzata Bartosiewicz (née le 11 janvier 1966 à Varsovie) est une chanteuse polonaise. Elle reçoit la médaille de bronze du Mérite culturel polonais Gloria Artis en 2015.

## Discographie
(partielle)
- Love (1992)
- Sen (1994)
- Szok'n'Show (1995)
- Dziecko (1997)
- Wodospady (1998)
- Dziś są moje urodziny (1999)
- Renovatio (2013)
- Love & More (2014)
- Ten moment (2020)

## Récompenses et distinctions
- Prix Fryderyk 2004
  - Meilleure chanson de l'année - Trudno tak... en duo avec Krzysztof Krawczyk
- Prix Fryderyk 1997
  - Meilleur album de l'année
- Prix Fryderyk 1995
  - Meilleur album de l'année
- Prix Fryderyk 1994
  - Meilleur album Rock - pumpa
  - Meilleur chanteuse del'année - pumpa
- Paszport Polityki 1994